# 소적
소적(素炙)은 양념한 두부나 채소를 꼬챙이에 꿰어 불에 구운 음식이다. 차례상에 올리는 음식이다.

## 같이 보기
- 덴가쿠